# Compromís
Compromís — em português, Compromisso — é uma coligação política espanhola de âmbito valenciano, criada pelo Bloco Nacionalista Valenciano (Bloc Nacionalista Valencià - Bloc), Iniciativa do Povo Valenciano (Iniciativa) e Verdes - Esquerda Ecologista do País Valenciano (Els Verds - Esquerra Ecologista del País Valencià - EV-EE). A este último sucedeu-se, em outubro de 2014, o partido Verdes-Equo do País Valenciano (Verds-Equo del País Valencià - Verds). É formada tanto pelos militantes do Compromís como pelos militantes dos partidos que a compõem. Atualmente conta com 722 vereadores na Comunidade Valenciana, 19 deputados nas Cortes Valencianas, quatro deputados no Congresso, um eurodeputado e dois senadores. Conta também com 84 municípios em toda a Comunidade Valenciana, entre elas a da capital.
Foi criada em janeiro de 2010 como uma coligação eleitoral para as eleições autonómicas e municipais de 2011, e devido aos seus resultados positivos foi reeditada para as eleições gerais de 20 de novembro de 2011, para as quais aderiu à coligação o partido Equo. Além disto a conta com o apoio de outras organizações e partidos políticos, como Projecte Obert, Os Verdes de Vilhena ou o Partido Verde Europeu. Em julho de 2012 dotou-se de uma direção de 21 membros encabeçada por Enric Morera, do BLOC, e Mònica Oltra, da Iniciativa, como coportavozes.
As linhas directrizes da coligação incidem na "confluência do valencianismo progressista, da esquerda moderna e do ecologismo político, como alternativa eleitoral real", isto é, "a aplicação de um novo modelo de desenvolvimento sustentável com ênfase na superação das carências do modelo económico vigente, bem como um aprofundamento no autogoverno da comunidade autónoma e a defesa do valenciano".

## Estrutura da coligação

### Membros da coligação
Compromís é uma coligação de partidos nacionalistas valencianos de esquerda e ecologistas. Integra:
- Bloc Nacionalista Valencià (BLOC). Fruto da coligação eleitoral Unitat del Poble Valencià-Bloc Nacionalista (1995), formada por Unitat del Poble Valencià (fundada em 1982), o Partido Valenciano Nacionalista (fundado em 1990), Nacionalistes d'Alcoi (fundado em 1994), Bloc Progressista de Monòver e Grau Unit de Castelló. A 9 de setembro de 1997 foi aprovada a Declaração Política Constitutiva e inscreveu-se no registo de partidos políticos a 12 de maio de 1998 como uma federação de partidos. Converteu-se em partido no seu Congresso Constituinte do ano 2000. Define-se como progressista e valencianista.

- Iniciativa do Povo Valenciano (Iniciativa). Origina-se na corrente interna da Esquerda Unida do País Valenciano Esquerra i País, que representava cerca de 30% da EUPV. Constituiu-se como partido político a 20 de outubro de 2007, no meio da crise na EUPV entre o setor maioritário, organizado em torno do Partido Comunista do País Valenciano e a coordenadora geral Glòria Marcos, e os críticos mais próximos ao valencianismo (Esquerra i País). O partido define-se como ecosocialista e valencianista.
- Verds-Equo del País Valencià (Verds). Partido de caráter ecologista. Surgiu em outubro de 2014 da fusão entre Els Verds - Esquerra Ecologista do País Valencià (EV-EE), membro fundador do Compromís, e a federação territorial valenciana do Equo. É um partido soberano federado ao Equo.
- Gent de Compromís (GdC). Membros anónimos adscritos à coligação e que militam nos diferentes partidos que se aderiram posteriormente à coligação, geralmente de âmbito local, juntamente com militantes independentes, como é o caso de Joan Ribó, alcaide de Valencia e membro do Compromís.Entre os partidos aderidos encontram-se:
  - Estat Valencià (EV), um partido republicano e de esquerda aderido desde março de 2013 que exige a plena soberania do povo valenciano. Conquanto se opõe ao conceito dos Países Catalães, reconhece abertamente a unidade da língua catalã. Nas eleições de 2011 pediu o voto para a Coligação Compromís, chegando a fazer parte dela nas eleições municipais de 2011 na localidade valenciana de Alfafar.[7]
  - Acord Ciutadà d’Esquerres per a Renovació de Tavernes (ACERT), um partido de âmbito local de Tabernes Blanques, membro desde dezembro de 2013.[8][9]

## Política

### Eleições legislativas

#### Resultados referentes à Comunidade Valenciana
| Data | CI.     | Votos   | %           | Deputados | +/-     | Status            |
| ---- | ------- | ------- | ----------- | --------- | ------- | ----------------- |
| 2011 | 5.º     | 125 306 | 4,8 / 100,0 | 1 / 33    |         | Oposição          |
| 2015 | Podemos | Podemos | Podemos     | 4 / 32    | 3       | Oposição          |
| 2016 | Podemos | Podemos | Podemos     | 4 / 33    | Estável | Apoio parlamentar |
| 2019 |         |         |             |           |         |                   |

### Eleições regionais da Comunidade Valenciana
| Data | CI. | Votos   | %            | +/-  | Deputados | +/- | Status   |
| ---- | --- | ------- | ------------ | ---- | --------- | --- | -------- |
| 2011 | 3.º | 176 213 | 7,2 / 100,0  |      | 6 / 99    |     | Oposição |
| 2015 | 3.º | 456 823 | 18,5 / 100,0 | 11,3 | 19 / 99   | 13  | Governo  |
| 2019 |     |         |              |      |           |     |          |

### Eleições europeias

#### Resultados referentes à Comunidade Valenciana
| Data | CI. | Votos   | %           | +/- | Deputados | +/- | Coligação          |
| ---- | --- | ------- | ----------- | --- | --------- | --- | ------------------ |
| 2014 | 6.º | 139 863 | 8,0 / 100,0 |     | 1 / 54    |     | Primavera Europeia |
| 2019 |     |         |             |     |           |     |                    |